# 高橋忠介
高橋 忠介（たかはし ちゅうすけ、1915年9月20日 - 2001年9月6日）は、日本の経営者。ロイヤルホテル社長、会長を務めた。愛媛県出身。

## 経歴・人物
1940年に東京帝国大学経済学部を卒業し、同年に住友銀行に入行した。1966年に取締役に就任し、1969年に常務、1974年に専務、1977年に副頭取、1983年に副会長を経て、1985年4月にロイヤルホテル社長に就任。1988年6月から1995年6月までに会長を務めた。
2001年9月6日急性心筋梗塞のために死去。85歳没。